# Pavlo Stepanets
Bản mẫu:Western Slavic name
Pavlo Mykolayovych Stepanets (tiếng Ukraina: Павло Миколайович Степанець; sinh ngày 26 tháng 5 năm 1987) là một cầu thủ bóng đá người Ukraina. Anh thi đấu cho Baltika Kaliningrad. Anh cũng mang quốc tịch Nga với tên gọi Pavel Nikolayevich Stepanets (tiếng Nga: Павел Николаевич Степанец).